# Anastasija Pavljučenkovová
Anastasija Sergejevna Pavljučenkovová, rusky Анастасия Сергеевна Павлюченкова (* 3. července 1991 Samara) je ruská profesionální tenistka a olympijská vítězka smíšené čtyřhry z tokijských her.
Na okruh ITF vstoupila v sezóně 2005 a profesionálkou se stala téhož roku. Převážnou část kariéry strávila do poloviny roku 2008 na okruhu ITF, kde získala v roce 2006 první titul na turnaji v Casale. V rámci okruhu ITF získala pět titulů ve dvouhře a osm titulů ve čtyřhře. V rámci WTA Tour vyhrála dvanáct singlových turnajů, včetně čtyř výher z mexického Monterrey. K nim doplnila šest deblových trofejí, z toho dvě z nich s Češkou Lucií Šafářovou.
Na žebříčku WTA byla ve dvouhře nejvýše klasifikována v listopadu 2021 na 11. místě a ve čtyřhře pak v září 2013 na 21. místě. Na přípravě spolupracuje s bratrem Alexandrem Pavljučenkovem. Dříve ji trénoval Simon Goffin. Švýcarka Martina Hingisová se stala členkou týmu v roce 2013. Do sezóny 2013 ji vedl bývalý tenista Gerald Bremond. Mezi červencem 2007 až zářím 2009 se připravovala ve francouzské Mouratoglouově tenisové akademii.
V juniorské kategorii vyhrála juniorku Australian Open 2006, US Open 2006 a Australian Open 2007. Získala také titul ve čtyřhře na Australian Open 2006, French Open 2006, ve Wimbledon 2006, Wimbledon 2007, a na Australian Open 2008. Na konci roku 2006 byla vyhlášená ITF juniorskou mistryní světa.
V ruském fedcupovém týmu debutovala v roce 2009 semifinále Světové skupiny proti Itálii, v němž prohrála dvouhru i čtyřhru v páru s Petrovovou. Italky vyhrály 4:1 na zápasy. V roce 2011 byla členkou družstva, které se probojovalo do moskevského finále. Jedním bodem přispěla po výhře nad Lucií Šafářovou. Rusky odešly poraženy 2:3 na zápasy. V roce 2021 byla jedničkou ruského výběru, které získalo titul. Do roku 2022 v soutěži nastoupila k sedmnácti mezistátním utkáním s bilancí 11–10 ve dvouhře a 5–2 ve čtyřhře.
Na konci února 2022 odsoudila ruskou invazi na Ukrajinu a prohlásila, že „Osobní ambice ani politické motivy neospravedlňují násilí.“

## Tenisová kariéra

### Juniorská kariéra
První juniorský grandslam získala na Australian Open 2006, když porazila ve finále první nasazenou Dánku Caroline Wozniackou. Při své jízdě za triumfem vyřadila ve čtvrtfinále i Dominiku Cibulkovou. Druhý grandslamový titul a první ze čtyřhry přidala rovněž na Australian Open 2006, když se Sharon Fichmanovou porazily pár Dentoniová a Cornetová. Následně si zahrála na French Open 2006 finále dvouhry, ve kterém nestačila na Agnieszku Radwańskou.
Třetí titul získala na French Open 2006, když se Sharon Fichmanovou porazily pár Radwańská a Wozniacká. Čtvrtý titul získala ve Wimbledonu 2006 s Alisou Klejbanovovou. Pátý titul přidala tentokrát ve dvouhře na US Open 2006, když ve finále zdolala Tamiru Paszekovou. Finále hrála i ve čtyřhře se Sharon Fichmanovou.
Rok 2007 zahájila šestým titulem a zároveň posledním ve dvouhře na Australian Open 2007, když porazila ve finále Madison Brengleovou. Finále na French Open z minulého roku neobhájila, když padla v semifinále. Sedmý titul získala ve čtyřhře ve Wimbledonu 2007 s Urszulou Radwańskou]. Bez titulu zůstala na závěrečném grandslamu roku.
Osmým titulem začala sezónu 2008, když s Xenií Lykinovou porazily ve finále na Australian Open 2008 pár Bodganová a Doiová. Australian Open byl její poslední juniorský grandslam.

### 2012

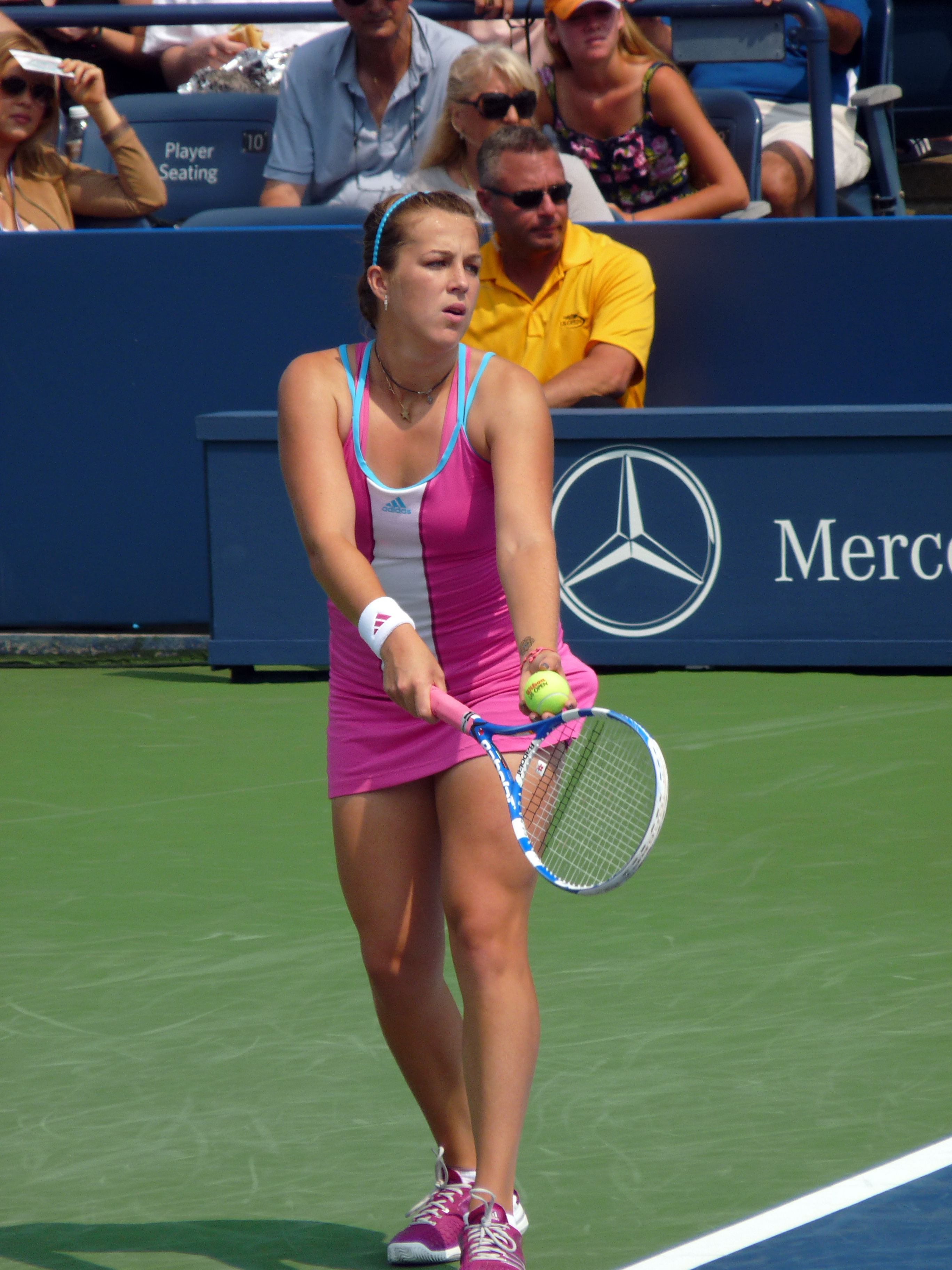
Na US Open 2011

Sezónu zahájila na turnaji Brisbane, kde nestačila ve druhém kole na pozdější vítězku Kaiu Kanepiovou. Následně ji v prvním kole na turnaji v Sydney vyřadila Andrea Petkovicová. Na Australian Open porazila v prvním kole Kláru Zakopalovou, ale ve druhém už nestačila na Vaniu Kingovou. Společně s Medinaovou Garriguesovou vypadly v prvním kole ve čtyřhře. Poté prohrála v prvním kole na turnaji v Dauhá, Dubaji, Indian Wells a Miami. Na turnaji v Miami si však zahrála čtvrtfinále čtyřhry, a to po boku Lucie Šafářové. Společně vyřadily v prvním kole třetí nasazený pár Mirzaová a Vesninová a nestačily až na pozdější vítězky Kirilenková a Petrovová.
Antukovou část sezóny zahájila na turnaji v Charlestonu, kde jako osmá nasazená postoupila do osmifinále, ve kterém podlehla Naděždě Petrovové. Společně s Lucií Šafářovou, ale vyhrály čtyřhru, když v semifinále porazily světové jedničky Huberovou a Raymondovou a ve finále pár Medinaová Garriguesová a Švedovová. Poté se účastnila Fed Cupu, ve kterém prohrála oba singly s Jankovićovou a Ivanovićovou a vyhrála debl s Vesninovou. Po reprezentačních povinnostech se vrátila na turnaji ve Stuttgartu, kde vypadla v prvním kole dvouhry a druhém kole čtyřhry se Šafářovou. Na turnaji v Madridu a Římě vypadla ve druhém kole. Čtyřhru hrála pouze v Madridu a se Šafářovou vypadly ve druhém kole. V generálce na French Open 2012 vypadla na turnaji Brussels Open 2012 v prvním kole, když nestačila na Scheepersovou. Na French Open ve dvouhře vypadla v kole třetím, když nestačila na Zakopalovou. Společně se Šafářovou vypadly v prvním kole čtyřhry.
Travnatou část sezóny zahájila na turnaji Eastbourne, kde nestačila ve čtvrtfinále opět na Zakopalovou. Ve Wimbledonu vypadla ve druhém kole, když nestačila na Lepčenkovou. S Lucií Šafářovou vypadly ve čtyřhře v prvním kole.
Po Wimbledonu se účastnila turnaje v Bastadu, kde došla do čtvrtfinále, ve kterém podlehla Johanssonové. V době olympijského turnaje, hrála na turnaji ve Washingtonu, kde postoupila až do finále, ve kterém podlehla jednoznačně Rybárikové. Poté vypadla na turnaji v Montrealu v prvním kole. Na turnaji v Cincinnati postoupila do čtvrtfinále, ve kterém podlehla Petře Kvitové. O mnoho méně se jí dařilo na US Open, kde vypadla už ve druhém kole s Mladenovicovou. Společně s Lucií Šafářovou vypadly v prvním kole čtyřhry. Po závěrečném grandslamu sezóny hrála na turnaji v Tokiu, kde vypadla ve druhém kole. O kolo dříve vypadla v Pekingu, a také na posledním turnaji v Moskvě, který byl pro ni poslední v sezóně.

### 2013

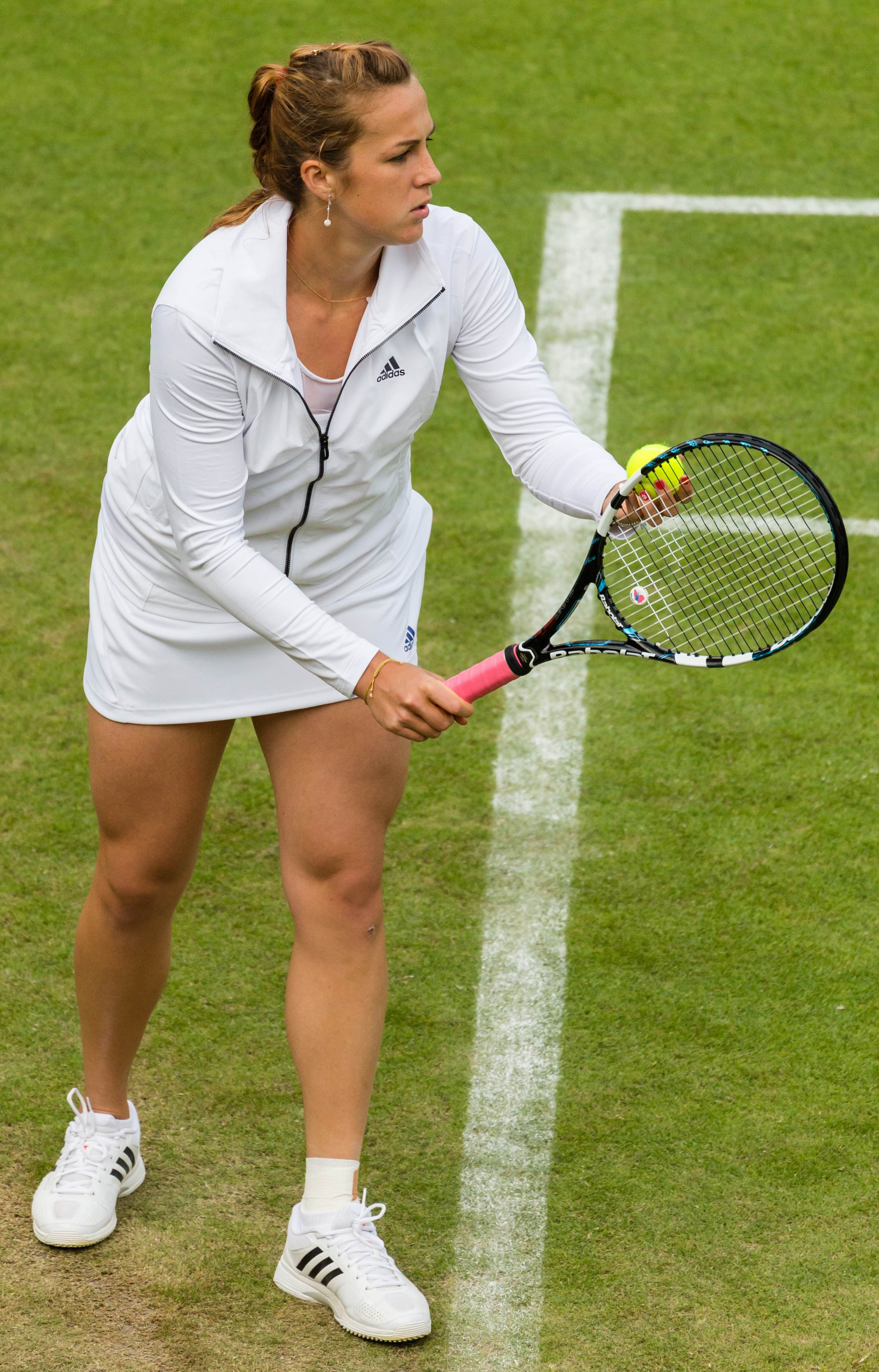
Ve Wimbledonu 2013

Sezónu zahájila na turnaji Brisbane, kde došla až do finále, ve kterém tvrdě narazila na světovou trojku Serenu Williamsovou, když prohrála ve dvou sadách. Cestou do finále porazila dvě české tenistky – Hradeckou a Kvitovou a následně Kerberovou a Curenkovou. Společně s Lucií Šafářovou postoupily do čtvrtfinále čtyřhry.
Na Australian Open vypadla v prvním kole, když jí Lesja Curenková oplatila porážku. I přes brzké vyřazení v turnaji pokračovala na turnaji ve čtyřhře, ve které spolu s Lucií Šafářovou postoupily do čtvrtfinále, což bylo pro obě nejlepší výsledek ve čtyřhře v kariéře. Na následujícím turnaji v Paříži vypadla opět v prvním kole, když nestačila na Yaninu Wickmayerovou. Ve čtyřhře se s Lucií Šafářovou probojovaly do semifinále, ale kvůli zdravotního problému české tenistky odstoupily. Na turnaji v Dubaji vypadla v prvním kole, když nestačila na Anu Ivanovičovou. Společně se Šafářovou postoupila v deblu do čtvrtfinále.
Poté hrála v Kuala Lumpur, kde došla do semifinále, ve kterém nestačila na Bethanii Mattekovou-Sandsovou. Po prohře v semifinále se přesunula na americký kontinent do Indian Wells, kde vypadla ve druhém kole. Stejně si vedla i v Miami. Společně se Šafářovou nepřešly přes první kolo v Indian Wells a v Miami vypadly v osmifinále. Následně se účastnila turnaje v Monterrey, kde v letech 2010 a 2011 triumfovala. Jako turnajová pětka došla až do finále, ve kterém porazila turnajovou jedničku Angelique Kerberovou a vyhrála tak v Mexiku již patnáctý zápas v řadě a získala celkově čtvrtý singlový titul v kariéře.
Antukovou sezónu zahájila na turnaji ve Stuttgartu, kde v rámci dvouhry došla do druhého kola, když porazila Jekatěrinu Makarovovou a poté padla s Angelique Kerberovou. V rámci čtyřhry vypadla s Lucií Šafářovou v prvním kole. Druhá zastávka směřovala na portugalský Portugal Open, kde po výhře ve finálovém utkání nad Suárezovou Navarrovou slavila premiérový titul z antuky. Na turnaji v Madridu padla v prvním kole s třetí nasazenou Viktorii Azarenkovou. Společně s Lucií Šafářovou ovšem došla až do finále čtyřhry, když v semifinále porazily pár Kristina Mladenovicová a Galina Voskobojevová. V souboji o titul porazily pár Cara Blacková a Marina Erakovicová a získaly tak společně již druhý titul.

### 2021: Finalistka French Open a olympijská vítězka

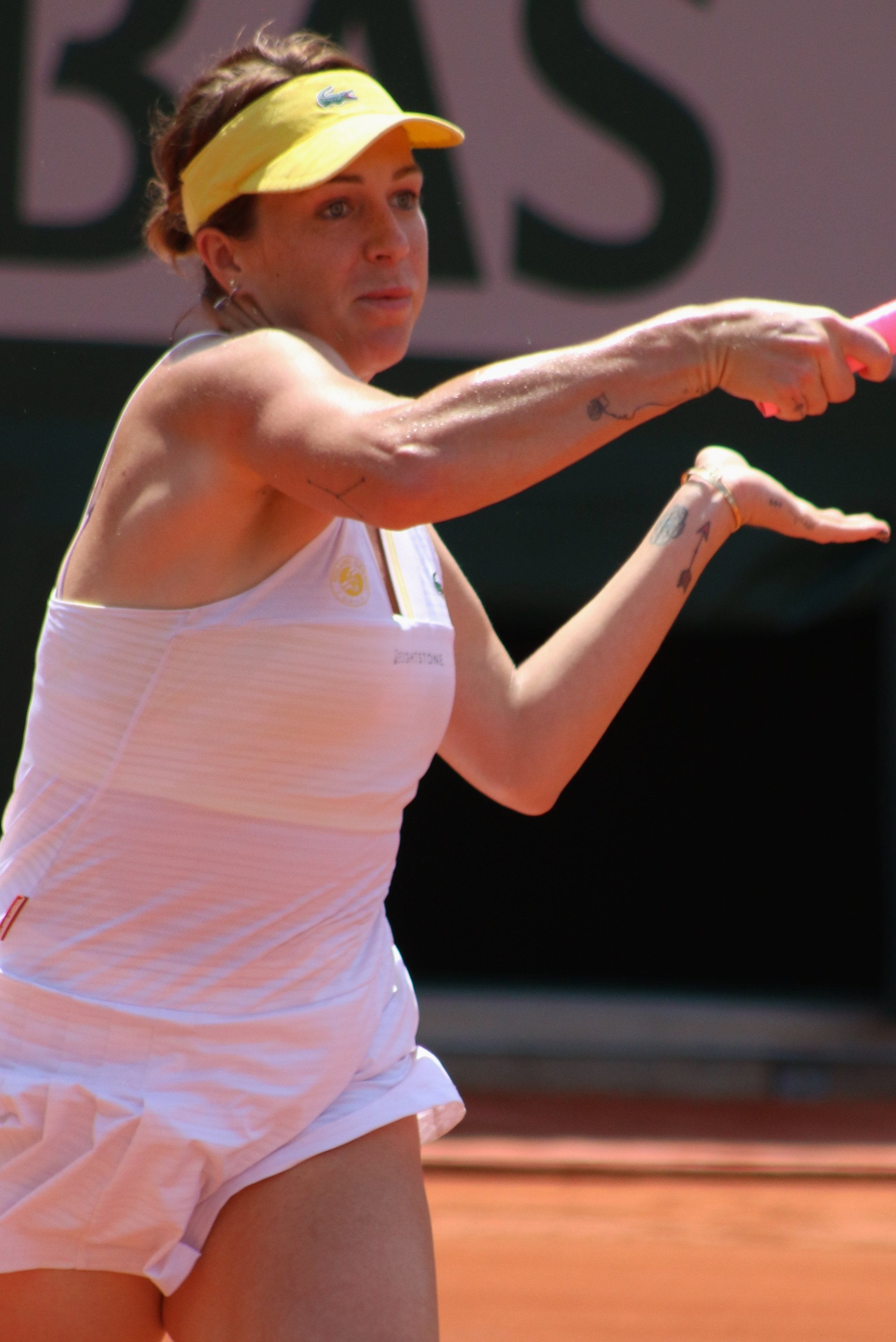
Na French Open si zahrála první finále majoru

Třetí kariérní semifinále na turnajích spadajících do kategorií WTA 1000 nebo Premier Mandatory a Premier 5, si zahrála Madridu. Ve druhém kole přehrála světovou devítku Karolínu Plíškovou, jíž ve druhém setu uštědřila kanára. Další Češku Karolínu Muchovou porazila ve čtvrtfinále, když zvládla lépe obě zkrácené hry. V semifinále ji přehrála Aryna Sabalenková. Předtím takto daleko došla naposledy na Western & Southern Open 2010.
Jako 31. nasazená vstupovala do pařížského majoru. Ve třetím kole přehrála běloruskou světovou čtyřku Arynu Sabalenkovou, které tak oplatila porážku z Madridu. Poprvé od svého čtvrtfinále z roku 2011 postoupila na French Open do druhého týdne. V něm otočila zápas proti další Bělorusce Azarenkové a posedmé v kariéře se probojovala mezi poslední osmičku některého z grandslamů. V něm zvládla třísetovou bitvu s Kazachstánkou Rybakinovou, kterou udolala až poměrem 9–7 ve třetím setu. Po zvládnutém duelu se Slovinkou Tamarou Zidanšekovou postoupila poprvé do finále majoru a to při své 52.  účasti na grandslamu. V tomto ohledu překonala rekord Vinciové, která si zahrála o titul při 44. účasti. V boji finálových debutantek ji porazila Češka Barbora Krejčíková po třísetovém souboji. Bodový zisk ji vrátil poprvé od roku 2018 mezi prvních dvacet tenistek klasifikace.
Pod neutrální vlajkou startovala na tokijské olympiádě. V singlové soutěži prošla se ztrátou pouhých sedmi gamů do čtvrtfinále, kde ji vyřadila pozdější zlatá medailistka Belinda Bencicová. Lépe si vedla v mixu, kde se jejím partnerem stal Andrej Rubljov. V čistě ruském finále přehráli Jelenu Vesninovou a Aslana Karaceva, když za stavu 9–10 v supertiebreaku odvrátili mečbol svých krajanů. V podobné situaci se ocitli už v semifinálové utkání proti Australanům.

### 2022–2023: Zranění kolena a návrat
Na Australian Open 2022 ukončila ve druhém kole singlovou kariéru Australanky Samanthy Stosurové., než ji ve třetím kole v noční souboji nezastavila Rumunka Sorana Cîrsteaová. Na túře následně absentovala až do antukového jara kvůli léčbě zraněné kolene. Po dubnovém návratu prohrála v prvních kole v Madridu i Římě. Spolu s Veronikou Kuděrmetovovou ovládla ženský debl na Italian Open a získala druhou trofeje v kategorii WTA 1000. Cestou turnajem odvrátily čtyři mečboly. Přesto po turnaji ukončila seźonu, když se rozhodla doléčit zraněné koleno.
Na French Open 2023 hrála jako 333. hráčka žebříčku. Na její raketě dohrály Češka Linda Fruhvirtová, nasazené Rusky Ljudmila Samsonovová i Anastasija Potapovová a Belgičanka Elise Mertensová, čímž se stala nejníže postavenou čtvrtfinalistkou Roland Garros. V boji o druhé grandslamové semifinále nestačila na Karolínu Muchovou.

## Finále na Grand Slamu

### Ženská dvouhra: 1 (0–1)
| Stav       | rok  | turnaj      | povrch | soupeřka ve finále | výsledek      |
| ---------- | ---- | ----------- | ------ | ------------------ | ------------- |
| Finalistka | 2021 | French Open | antuka | Barbora Krejčíková | 1–6, 6–2, 4–6 |

## Utkání o olympijské medaile

### Smíšená čtyřhra: 1 (1 zlato)
| Stav  | rok  | místo konání    | povrch | spoluhráč      | soupeřky                       | výsledek               |
| ----- | ---- | --------------- | ------ | -------------- | ------------------------------ | ---------------------- |
| Zlato | 2020 | Tokio, Japonsko | tvrdý  | Andrej Rubljov | Jelena Vesninová Aslan Karacev | 6–3, 6–7(5–7), [13–11] |

## Finále na okruhu WTA Tour
| Legenda                                                    |
| ---------------------------------------------------------- |
| D – dvouhra; Č – čtyřhra                                   |
| Grand Slam (0–1 D)                                         |
| Turnaj mistryň (0)                                         |
| Tier I / Premier Mandatory & Premier 5 / WTA 1000 (2–0 Č)  |
| Tier II / Premier / WTA 500 (2–5 D; 2–1 Č)                 |
| Tier III, IV & V / International / WTA 250 (10–3 D; 2–2 Č) |

### Dvouhra: 21 (12–9)
| Stav       | č.  | datum           | turnaj                              | kategorie     | povrch    | soupeřka ve finále        | výsledek                     |
| ---------- | --- | --------------- | ----------------------------------- | ------------- | --------- | ------------------------- | ---------------------------- |
| Vítězka    | 1.  | 7. března 2010  | Monterrey, Mexiko                   | International | tvrdý     | Daniela Hantuchová        | 1–6, 6–1, 6–0                |
| Vítězka    | 2.  | 1. srpna 2010   | Istanbul, Turecko                   | International | tvrdý     | Jelena Vesninová          | 5–7, 7–5, 6–4                |
| Vítězka    | 3.  | 6. března 2011  | Monterrey, Mexiko (2)               | International | tvrdý     | Jelena Jankovićová        | 2–6, 6–2, 6–3                |
| Finalistka | 1.  | 5. srpna 2012   | Washington, D.C., Spojené státy     | International | tvrdý     | Magdaléna Rybáriková      | 1–6, 1–6                     |
| Finalistka | 2.  | 5. ledna 2013   | Brisbane, Austrálie                 | Premier       | tvrdý     | Serena Williamsová        | 2–6, 1–6                     |
| Vítězka    | 4.  | 7. dubna 2013   | Monterrey, Mexiko (3)               | International | tvrdý     | Angelique Kerberová       | 4–6, 6–2, 6–4                |
| Vítězka    | 5.  | 4. května 2013  | Oeiras, Portugalsko                 | International | antuka    | Carla Suárezová Navarrová | 7–5, 6–2                     |
| Finalistka | 3.  | 22. září 2013   | Soul, Korea                         | International | tvrdý     | Agnieszka Radwańská       | 7–6(6), 3–6, 4–6             |
| Vítězka    | 6.  | 2. února 2014   | Paříž, Francie                      | Premier       | tvrdý (h) | Sara Erraniová            | 3–6, 6–2, 6–3                |
| Vítězka    | 7.  | 19. října 2014  | Moskva, Rusko                       | Premier       | tvrdý (h) | Irina-Camelia Beguová     | 6–4, 5–7, 6–1                |
| Finalistka | 4.  | 9. srpna 2015   | Washington, D.C., Spojené státy (2) | International | tvrdý     | Sloane Stephensová        | 1–6, 2–6                     |
| Vítězka    | 8.  | 18. října 2015  | Linec, Rakousko                     | International | tvrdý (h) | Anna-Lena Friedsamová     | 6–4, 6–3                     |
| Finalistka | 5.  | 24. října 2015  | Moskva, Rusko                       | Premier       | tvrdý (h) | Světlana Kuzněcovová      | 2–6, 1–6                     |
| Vítězka    | 9.  | 9. dubna 2017   | Monterrey, Mexiko (4)               | International | tvrdý     | Angelique Kerberová       | 6–4, 2–6, 6–1                |
| Vítězka    | 10. | 6. května 2017  | Rabat, Maroko                       | International | antuka    | Francesca Schiavoneová    | 7–5, 7–5                     |
| Finalistka | 6.  | 24. září 2017   | Tokio, Japonsko                     | Premier       | tvrdý     | Caroline Wozniacká        | 0–6, 5–7                     |
| Vítězka    | 11. | 15. října 2017  | Hongkong, Čína                      | International | tvrdý     | Darja Gavrilovová         | 5–7, 6–3, 7–6(7–3)           |
| Vítězka    | 12. | 26. května 2018 | Štrasburk, Francie                  | International | antuka    | Dominika Cibulková        | 6–7(5–7), 7–6(7–3), 7–6(8–6) |
| Finalistka | 7.  | 22. září 2019   | Ósaka, Japonsko                     | Premier       | tvrdý     | Naomi Ósakaová            | 2–6, 3–6                     |
| Finalistka | 8.  | 20. října 2019  | Moskva, Rusko                       | Premier       | tvrdý (h) | Belinda Bencicová         | 6–3, 1–6, 1–6                |
| Finalistka | 9.  | 12. června 2021 | French Open, Paříž, Francie         | Grand Slam    | antuka    | Barbora Krejčíková        | 1–6, 6–2, 4–6                |

### Čtyřhra: 9 (6–3)
| Stav       | č. | datum             | turnaj                       | kategorie         | povrch     | spoluhráčka            | soupeřky ve finále                         | výsledek            |
| ---------- | -- | ----------------- | ---------------------------- | ----------------- | ---------- | ---------------------- | ------------------------------------------ | ------------------- |
| Vítězka    | 1. | 4. května 2008    | Fés, Maroko                  | Tier IV           | antuka     | Sorana Cîrsteaová      | Alisa Klejbanovová Jekatěrina Makarovová   | 6–2, 6–2            |
| Finalistka | 1. | 13. července 2008 | Palermo, Itálie              | Tier IV           | antuka     | Alla Kudrjavcevová     | Sara Erraniová N. Llagostera Vivesová      | 6–2, (1)6–7, [4–10] |
| Vítězka    | 2. | 8. ledna 2011     | Brisbane, Austrálie          | International     | tvrdý      | Alisa Klejbanovová     | Klaudia Jansová Alicja Rosolská            | 6–3, 7–5            |
| Vítězka    | 3. | 7. dubna 2012     | Charleston, Spojené státy    | Premier           | antuka (z) | Lucie Šafářová         | Jaroslava Švedovová A. Medina Garriguesová | 5–7, 6–4, [10–6]    |
| Vítězka    | 4. | 11. května 2013   | Madrid, Španělsko            | Premier Mandatory | antuka     | Lucie Šafářová         | Marina Erakovicová Cara Blacková           | 6–2, 6–4            |
| Finalistka | 2. | 13. června 2015   | 's-Hertogenbosch, Nizozemsko | International     | tráva      | Jelena Jankovićová     | Asia Muhammadová Laura Siegemundová        | 3–6, 5–7            |
| Vítězka    | 5. | 13. ledna 2017    | Sydney, Austrálie            | Premier           | tvrdý      | Tímea Babosová         | Sania Mirzaová Barbora Strýcová            | 6–4, 6–4            |
| Finalistka | 3. | 28. dubna 2019    | Stuttgart, Německo           | Premier           | antuka (h) | Lucie Šafářová         | Mona Barthelová Anna-Lena Friedsamová      | 6–2, 3–6, [6–10]    |
| Vítězka    | 6. | 15. května 2022   | Řím, Itálie                  | WTA 1000          | antuka     | Veronika Kuděrmetovová | Gabriela Dabrowská Giuliana Olmosová       | 1–6, 6–4, [10–7]    |

## Finálové účasti na okruhu ITF
| Dotace turnajů okruhu ITF | Dotace turnajů okruhu ITF |
| ------------------------- | ------------------------- |
| 100 000 $ tournaments     | 80 000 $ tournaments      |
| 75 000 $ tournaments      | 60 000 $ tournaments      |
| 50 000 $ tournaments      | 25 000 $ tournaments      |
| 15 000 $ tournaments      | 10 000 $ tournaments      |

### Dvouhra: 6 (5–1)
| Stav       | č. | datum             | turnaj                | povrch    | soupeřka ve finále       | výsledek      |
| ---------- | -- | ----------------- | --------------------- | --------- | ------------------------ | ------------- |
| Vítězka    | 1. | 14. dubna 2006    | Casale, Itálie        | antuka    | Stefania Chieppaová      | 3–6, 6–3, 6–4 |
| Finalistka | 1. | 4. listopadu 2006 | Minsk, Bělorusko      | tvrdý (h) | Jevgenija Rodinová       | 4–6, 3–6      |
| Vítězka    | 2. | 8. března 2008    | Minsk, Bělorusko      | tvrdý (h) | Nikola Franková          | 6–0, 6–1      |
| Vítězka    | 3. | 29. března 2008   | Moskva, Rusko         | tvrdý (h) | Jekatěrina Dzegalevičová | 6–0, 6–2      |
| Vítězka    | 4. | 26. října 2008    | Poitiers, Francie     | tvrdý (h) | Julie Coinová            | 6–4, 6–3      |
| Vítězka    | 5. | 2. listopadu 2008 | Bratislava, Slovensko | tvrdý (h) | Michaëlla Krajiceková    | 6–3, 6–1      |

### Čtyřhra: 10 (8–2)
| Stav       | č. | datum              | turnaj                  | povrch    | spoluhráčka         | soupeřky ve finále                           | výsledek         |
| ---------- | -- | ------------------ | ----------------------- | --------- | ------------------- | -------------------------------------------- | ---------------- |
| Vítězka    | 1. | 25. března 2006    | Petrohrad, Rusko        | tvrdý (h) | Julia Solonická     | Julia Bejgelzimerová Alla Kudrjavcevová      | 6–1, 6–4         |
| Finalistka | 1. | 13. května 2006    | Casale, Itálie          | antuka    | Irina Smirnovová    | Giulia Gattoová-Monticoneová Darja Kustovová | 2–6, 2–6         |
| Vítězka    | 2. | 28. října 2006     | Podolsk, Rusko          | tvrdý (h) | Jevgenija Rodinová  | Vasilisa Davydovová Jekatěrina Dzegalevičová | 6–1, 6–2         |
| Finalistka | 2. | 29. dubna 2007     | Cagnes-sur-Mer, Francie | antuka    | Katarina Kachlíková | Timea Bacsinszká Aurelie Vedyová             | 5–7, 5–7         |
| Vítězka    | 3. | 28. července 2007  | Les Contamines, Francie | tvrdý     | Yanina Wickmayerová | Petra Cetkovská Sandra Záhlavová             | bez boje         |
| Vítězka    | 4. | 11. listopadu 2007 | Minsk, Bělorusko        | tvrdý (h) | Alla Kudrjavcevová  | Jekatěrina Ivanovová Vesna Doloncová         | 6–0, 6–2         |
| Vítězka    | 5. | 25. listopadu 2007 | Poitiers, Francie       | tvrdý (h) | Alla Kudrjavcevová  | Klaudia Jansová-Ignaciková Alicja Rosolská   | 2–6, 6–4, [10–1] |
| Vítězka    | 6. | 22. března 2008    | Vsevoložsk, Rusko       | tvrdý (h) | Nikola Franková     | Nina Bratčikovová Vasilisa Davydovová        | 6–2, 6–2         |
| Vítězka    | 7. | 29. března 2008    | Moskva, Rusko           | tvrdý (h) | Nikola Franková     | Marina Šamajková Sofja Šapatavová            | 6–3, 6–2         |
| Vítězka    | 8. | 6. dubna 2008      | Torhout, Belgie         | tvrdý (h) | Yanina Wickmayerová | Cohenová-Alorová Selima Sfarová              | 6–4, 4–6, [10–8] |

## Finále na juniorském Grand Slamu

### Dvouhra juniorek: 4 (3–1)
| Stav       | Č. | Rok  | Turnaj          | Povrch | Soupeřka ve finále  | Výsledek       |
| Vítězka    | 1. | 2006 | Australian Open | tvrdý  | Caroline Wozniacká  | 1–6, 6–2, 6–3  |
| Finalistka | 1. | 2006 | French Open     | antuka | Agnieszka Radwańská | 4–6, 1–6       |
| Vítězka    | 2. | 2006 | US Open         | tvrdý  | Tamira Paszeková    | 3–6, 6–4, 7–5  |
| Vítězka    | 3. | 2007 | Australian Open | tvrdý  | Madison Brengleová  | 7–6(6), 7–6(3) |

### Čtyřhra: 6 (5–1)
| Stav       | Č. | Rok  | Turnaj          | Povrch | Spoluhráčka        | Soupeřky ve finále                          | Výsledek         |
| ---------- | -- | ---- | --------------- | ------ | ------------------ | ------------------------------------------- | ---------------- |
| Vítězka    | 1. | 2006 | Australian Open | tvrdý  | Sharon Fichmanová  | Corinna Dentoniová Alizé Cornetová          | 6–2, 6–2         |
| Vítězka    | 2. | 2006 | French Open     | antuka | Sharon Fichmanová  | Caroline Wozniacká Agnieszka Radwańská      | (4)6–7, 6–2, 6–1 |
| Vítězka    | 3. | 2006 | Wimbledon       | tráva  | Alisa Klejbanovová | Kristina Antonjčuková Alexandra Dulgheruová | 6–1, 6–2         |
| Finalistka | 1. | 2006 | US Open         | tvrdý  | Sharon Fichmanová  | Ioana Raluca Olaruová Mihaela Buzărnescuová | 5–7, 2–6         |
| Vítězka    | 4. | 2007 | Wimbledon       | tráva  | Urszula Radwańská  | Misaki Doiová Kurumi Naraová                | 6–4, 2–6, [10–4] |
| Vítězka    | 5. | 2008 | Australian Open | tvrdý  | Xenija Lykinová    | Elena Bodganová Misaki Doiová               | 6–0, 6–4         |

## Finále soutěží družstev: 2 (1–1)
| Stav       | Č. | Datum                | Soutěž                            | Povrch    | Spoluhráčky                                                                            | Soupeřky                                                                   | Výsledek |
| ---------- | -- | -------------------- | --------------------------------- | --------- | -------------------------------------------------------------------------------------- | -------------------------------------------------------------------------- | -------- |
| Finalistka | 1. | 5.–6. listopadu 2011 | Fed Cup Moskva, Rusko             | tvrdý (h) | Světlana Kuzněcovová Maria Kirilenková Jelena Vesninová                                | Petra Kvitová Lucie Šafářová Květa Peschkeová Lucie Hradecká               | 2–3      |
| Vítěz      | 1. | 6. listopadu 2021    | Billie Jean King Cup Praha, Česko | tvrdý (h) | Darja Kasatkinová Veronika Kuděrmetovová Jekatěrina Alexandrovová Ljudmila Samsonovová | Belinda Bencicová Jil Teichmannová Viktorija Golubicová Stefanie Vögeleová | 2–0      |

## Postavení na konečném žebříčku WTA

### Dvouhra
| Rok    | 2006 | 2007   | 2008  | 2009  | 2010  | 2011  | 2012  | 2013  | 2014  | 2015  | 2016  | 2017  | 2018  | 2019  | 2020  |
| Pořadí | 402. | ▲ 281. | ▲ 45. | ▲ 41. | ▲ 21. | ▲ 16. | ▼ 36. | ▲ 26. | ▲ 25. | ▼ 28. | ▬ 28. | ▲ 15. | ▼ 42. | ▲ 30. | ▼ 38. |

### Čtyřhra
| Rok    | 2006 | 2007   | 2008  | 2009  | 2010  | 2011  | 2012  | 2013  | 2014  | 2015  | 2016  | 2017  | 2018  | 2019   | 2020   |
| Pořadí | 209. | ▲ 194. | ▲ 85. | ▲ 83. | ▲ 76. | ▲ 61. | ▲ 60. | ▲ 21. | ▼ 33. | ▲ 27. | ▼ 98. | ▲ 51. | ▼ 55. | ▼ 112. | ▲ 103. |

## Chronologie výsledků na Grand Slamu

### Dvouhra
| Turnaj          | 2007    | 2008    | 2009    | 2010    | 2011    | 2012    | 2016    | 2014    | 2015    | 2016    | 2017    | 2018    | 2019    | 2020    | 2021    | 2022    | 2023    | 2024    | 2025    | SR     | V–P   |
| --------------- | ------- | ------- | ------- | ------- | ------- | ------- | ------- | ------- | ------- | ------- | ------- | ------- | ------- | ------- | ------- | ------- | ------- | ------- | ------- | ------ | ----- |
| Australian Open | 3Q      | 2Q      | 1. kolo | 2. kolo | 3. kolo | 2. kolo | 1. kolo | 3. kolo | 1. kolo | 1. kolo | ČF      | 2. kolo | ČF      | ČF      | 1. kolo | 3. kolo | 1. kolo | 2. kolo | ČF      | 0 / 17 | 26–17 |
| French Open     | A       | 2. kolo | 3. kolo | 3. kolo | ČF      | 3. kolo | 2. kolo | 2. kolo | 1. kolo | 3. kolo | 2. kolo | 2. kolo | 1. kolo | 2. kolo | F       | A       | ČF      | 2. kolo | 1. kolo | 0 / 17 | 29–17 |
| Wimbledon       | 1. kolo | 3. kolo | 2. kolo | 3. kolo | 2. kolo | 2. kolo | 1. kolo | 1. kolo | 2. kolo | ČF      | 1. kolo | 1. kolo | 1. kolo | NH      | 3. kolo | A       | A       | 2. kolo | ČF      | 0 / 16 | 19–16 |
| US Open         | 2Q      | 2. kolo | 1. kolo | 4. kolo | ČF      | 2. kolo | 3. kolo | 2. kolo | 2. kolo | 3. kolo | 1. kolo | 1. kolo | 2. kolo | A       | 4. kolo | A       | 2. kolo | 3. kolo |         | 0 / 15 | 22–15 |
| výhry–prohry    | 0–1     | 4–3     | 3–4     | 8–4     | 11–4    | 5–4     | 3–4     | 4–4     | 2–4     | 8–4     | 5–4     | 2–4     | 5–4     | 5–2     | 11–4    | 2–1     | 5–3     | 5–4     | 8–3     | 0 / 65 | 96–65 |

| Legenda | Legenda                                   | Legenda | Legenda                     |
| ------- | ----------------------------------------- | ------- | --------------------------- |
| SR      | poměr vyhraných turnajů ku všem odehraným | W–L V–P | výhry–prohry                |
| NH      | daný rok se turnaj nekonal                | A       | turnaje se hráč nezúčastnil |
| 1Q / LQ | prohra v (kole) kvalifikace               | 1k / 1R | prohra v daném kole turnaje |
| QF / ČF | prohra ve čtvrtfinále                     | SF      | prohra v semifinále         |
| F       | prohra ve finále                          | Vítěz   | vítězství v turnaji         |